# Thomas Gradinger
Thomas Gradinger (* 11. August 1996 in St. Marienkirchen bei Schärding) ist ein ehemaliger österreichischer Motorradrennfahrer.

## Karriere
Thomas Gradinger fuhr in den Jahren 2009 bis 2011 im ADAC Junior Cup, den er in seiner dritten Saison hinter Max Maurischat als Zweiter der Gesamtwertung abschloss. Zur Saison 2012 ging er erstmals in der Internationalen Deutschen Motorradmeisterschaft in der Klasse bis 125 cm³ an den Start. Während der Saison wechselte er in die Moto3-Kategorie. Im darauf folgenden Jahr erreichte Gradinger auf KTM am Sachsenring seinen ersten Podestplatz in der IDM und beendete die Saison in der Moto3 auf Gesamtrang sechs.
2015 und 2016 fuhr er in der Spanischen Motorrad-Straßenmeisterschaft (CEV) in der Moto2-Klasse auf FTR und holte insgesamt 16 Punkte.
Zum Ende der Saison 2016 erfolgte der Einstieg in die IDM Supersport 600 mit dem Team Buchner Motorsport auf Yamaha YZF-R 6. Bei vier von sechs Rennen erreichte Gradinger das Podest, darunter zwei Siege beim Saisonfinale am Hockenheimring, was ihm Rang acht in der Endwertung einbrachte.
In der Saison 2017 startete Gradinger für das Team MPB in der Supersport-600-Klasse. Der Österreicher gewann vier Rennen und stand bei zehn von zwölf Rennen auf dem Podest, womit er sich den Meistertitel mit 26 Punkten Vorsprung auf Kevin Wahr sicherte. Außerdem startete er auf dem Lausitzring erstmals bei einem Lauf zur Supersport-Weltmeisterschaft mit Wildcard. Dabei erzielte er Rang neun und sieben WM-Punkte.
Im Jahr 2018 nahm Gradinger an der Supersport-Weltmeisterschaft teil. Er startete für das Nerds Racing Team und beendete die Saison als bester Neuling auf Gesamtrang sieben. Seine besten Ergebnisse waren drei vierte Plätze zum Saisonende. Sein Team geriet während der Saison in die Schlagzeilen, da Gehälter nicht gezahlt wurden und eine Auflösung des Teams drohte.
Zur Saison 2019 wechselte Gradinger ins Kallio Racing Team, welches im Jahr zuvor mit Sandro Cortese den Supersport-Weltmeistertitel gewann. Der Österreicher erreichte am dritten Rennwochenende im Motorland Aragón seine erste Pole-Position und beim darauffolgenden Event in Assen seinen ersten Podestplatz in der Weltmeisterschaft.
Für die Saison 2020 einigte sich Gradinger mit dem Kiefer Racing Team. Er sollte neben Lukas Tulovic in der Supersport-WM auf einer Yamaha R6 an den Start gehen. Während der Saisonvorbereitungen verkündete Jochen Kiefer, dass das Budget nicht für eine volle Saison ausreiche und zog sich aus der WM zurück. Gradinger erhielt somit 2020 keinen Stammfahrerplatz.
2021 kehrte Gradinger als Stammfahrer für DK Motorsport in die Supersport-WM zurück. Er sollte auf einer Yamaha die Europa-Rennen fahren, jedoch wurde nach einer Verletzung und teaminternen Schwierigkeiten die Zusammenarbeit nach lediglich einem Rennen beendet. Stattdessen absolvierte Gradinger mit Hilfe von Eder Racing einen Gaststart in der IDM Supersport 600 auf dem Autodrom Most.

## Statistik

### Erfolge
- 2017 – Deutscher Supersport 600-Meister auf Yamaha

### In der Supersport-Weltmeisterschaft
(Stand: Saisonende 2023)
| Saison | Motorrad | Rennen | Siege | Podien | Poles | Punkte | Ergebnis |
| ------ | -------- | ------ | ----- | ------ | ----- | ------ | -------- |
| 2017   | Yamaha   | 1      | –     | –      | –     | 7      | 32.      |
| 2018   | Yamaha   | 12     | –     | –      | –     | 86     | 7.       |
| 2019   | Yamaha   | 11     | –     | 1      | 1     | 90     | 9.       |
| 2021   | Yamaha   | 1      | –     | –      | –     | 0      | –        |
| 2023   | Yamaha   | 2      | –     | –      | –     | 10     | 28.      |
| Gesamt | Gesamt   | 27     | –     | 1      | 1     | 193    |          |